# 希本居奇山
46°48′51″N 7°56′54″E / 46.81417°N 7.94833°E

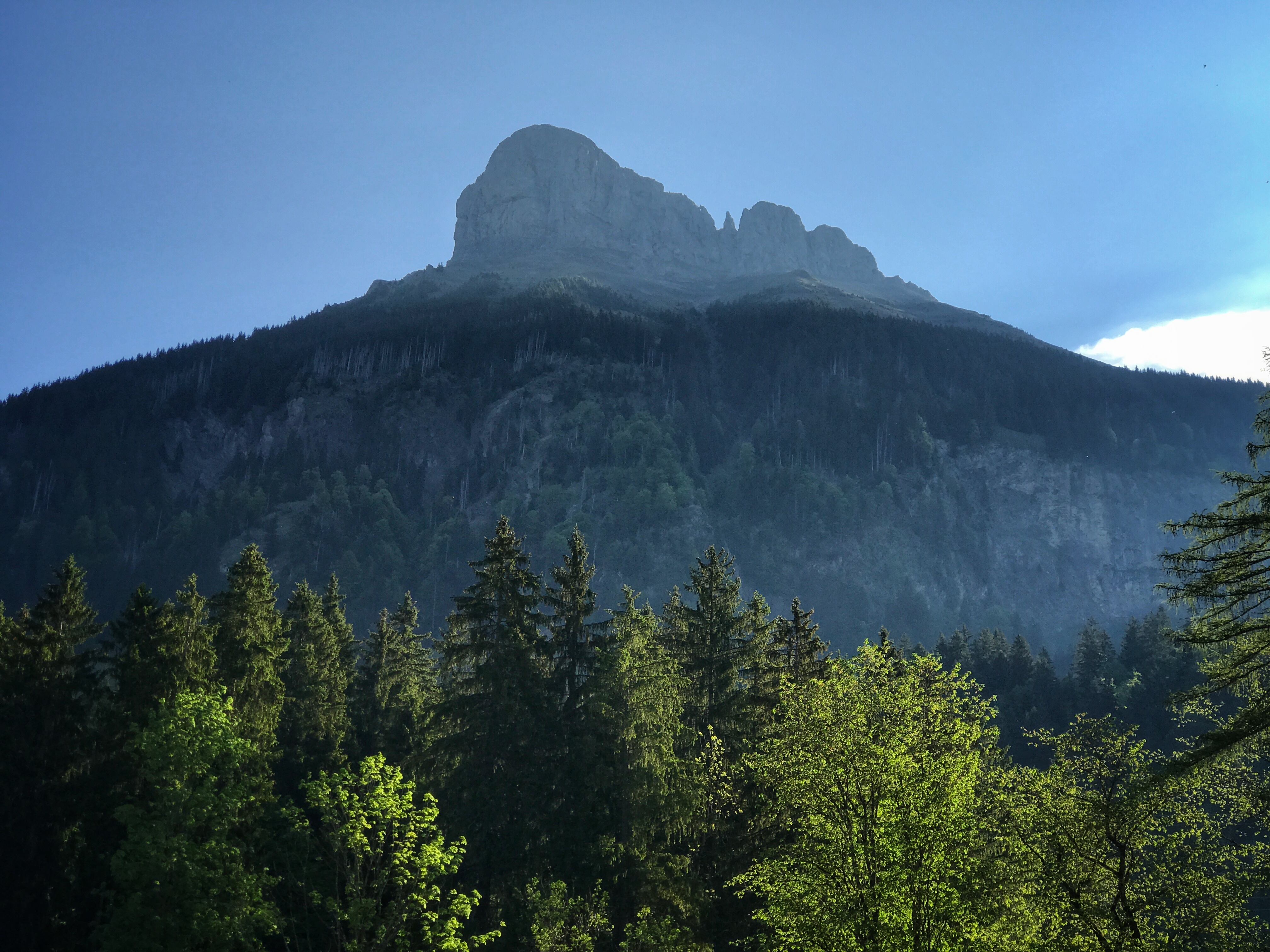

希本居奇山（Schibengütsch），是瑞士的山峰，位於該國中部，由盧塞恩州負責管轄，屬於埃默河谷山的一部分，距離施拉滕弗盧赫山1.3公里，海拔高度2,037米。